# Daň z deště
Daň z deště je poplatek za odvod srážkových vod do veřejné kanalizace. Vztahuje se na fyzické i právnické osoby vlastnící nemovitosti určené k podnikatelské činnosti. Jestliže je nemovitost využívána k podnikání pouze z části své plochy, určí se poměr plochy využívané k podnikání a ploch ostatních. Poplatky jsou cíleny hlavně na nepropustné povrchy.

## Výpočet platby
Částka k úhradě se určuje měřením prováděné přes přípojku nebo uliční vpust, jestliže se měření neprovádí je částka určena výpočtem, který je stanoven prováděcím právním předpisem. Částka je redukována poměrem plochy která není využívána k podnikání. Určuje se podle dlouhodobého úhrnu srážek, který se zjistí u příslušné pobočky Českého hydrometeorologického ústavu, typu a velikosti povrchu. Jestliže je srážková voda odváděna do vsakování nebo na plochu ze které voda nemůže odtéci do kanalizace taková plocha se nezapočítává.
Příklad výpočtu:
| Druh plochy | Skutečná plocha (m2) | Započtená plocha (m2) | Odtokový součinitel | Redukovaná plocha (m2) |
| --- | -------------------- | --------------------- | ------------------- | ---------------------- |
| A | 148                  | 148                   | 0,9                 | 133,2                  |
| B | 64                   | 64                    | 0,4                 | 25,6                   |
| C | 15                   | 0                     | 0,05                | 0                      |
| Součet redukovaných ploch: 158,8 Dlouhodobý srážkový normál: 680 mm/rok, tj. 0,68 m/rok Součet redukovaných ploch (m2) * dlouhodobý srážkový normál (m/rok) = Q (m3/rok): 107,44 Roční množství odváděných srážkových vod po zaokrouhlení (Q) v m3/rok: 107 Procento ploch použitých pro podnikání: 100 Celkové množství započítaných dešťových odpadních vod v m³/rok: 107 |                      |                       |                     |                        |

### Druhy ploch
- A – těžce propustné zpevněné plochy, zastavěné plochy např. střechy s nepropustnou horní vrstvou, asfaltové a betonové plochy, dlažby se zálivkou spár, zámkové dlažby: odtokový součinitel je 0,9
- B – propustné zpevněné plochy, např. upravené zpevněné štěrkové plochy, dlažby se širšími spárami vyplněnými materiálem umožňujícím zasakování: odtokový součinitel je 0,4
- C – plochy kryté vegetací, zatravněné plochy, např. sady, hřiště, zahrady, komunikace ze zatravňovaných a vsakovacích tvárnic: odtokový součinitel je 0,05[2]

## Itálie
V italské oblasti Emilia-Romagna je vybírána daň na údržbu a rozvoj kanalizace. Daň je vybírána navýšením účtu za vodu o 3 procenta. Tento návrh byl podán městskou radou v Ravenně, která argumentuje že budovy, infrastruktura a zemědělské oblasti jsou ohroženy silným deštěm. Také ti kdo čerpají více vody, například továrny, budou platit proporčně více než ostatní. Vedoucí environmentální politiky, Gianluca Dradi, přirovnává tuto daň k poplatkům za čištění ulic. Ohledně jak je daň vybírána řekl v novinách la Reppublica: „Započtení daně v účtu za vodu je spravedlivější.“